# Nemotelus obscuripes
Nemotelus obscuripes is een vliegensoort uit de familie van de wapenvliegen (Stratiomyidae). De wetenschappelijke naam van de soort is voor het eerst geldig gepubliceerd in 1871 door Loew.